# Ghiacciaio Towle
Il ghiacciaio Towle è un ghiacciaio lungo circa 12 km situato nella regione centro-occidentale della Dipendenza di Ross, in Antartide. Il ghiacciaio, il cui punto più alto si trova a circa 1100 m s.l.m., si trova in particolare nella parte settentrionale del versante orientale della dorsale Convoy, dove fluisce verso nord-est scorrendo tra la cresta Eastwind, a nord, e la cresta Elkhorn, a sud, dal lato opposto del ghiacciaio Northwind, fino a unire il proprio flusso a quello del ghiacciaio Fry.

## Storia
Il ghiacciaio Towle è stato mappato dai membri della spedizione Terra Nova, condotta dal 1910 al 1913 e comandata dal capitano Robert Falcon Scott, ma è stato così battezzato solo in seguito dai membri della squadra neozelandese della spedizione Fuchs-Hillary, condotta dal 1956 al 1958, che esplorarono l'area del ghiacciaio nel 1957, in onore della USNS Private John R. Towle, una nave da carico che, nel dicembre 1956, aveva trasportato gran parte dei rifornimenti della spedizione in Antartide.